# نادي بروكسل
نادي مولينبيك بروكسل لكرة القدم (بالفرنسية: Football Club Molenbeek Brussels)‏ نادي كرة قدم بلجيكي يلعب في دوري الدرجة الثانية . تم تأسيس النادي في سنة 1932 .